# Pirata felix
Pirata felix är en spindelart som beskrevs av Octavius Pickard-Cambridge 1898.
Pirata felix ingår i släktet Pirata och familjen vargspindlar. Inga underarter finns listade i Catalogue of Life.